# Maison Joseph Drouhin
Pour les articles homonymes, voir Drouhin.
La Maison Joseph Drouhin, fondée à Beaune en 1880, est un négociant-producteur en Bourgogne. Elle possède des vignobles à Chablis, en Côte de Nuits, Côte de Beaune et Côte Chalonnaise, ainsi que dans la Willamette Valley en Oregon. C'est l'une des principales Maisons de vins en Bourgogne. Aujourd'hui, la Maison Joseph Drouhin et le domaine Drouhin Orégon ont à leur tête les arrière-petits-enfants de Joseph Drouhin. Cette famille est membre des Primum Familiæ Vini.

## Histoire
La maison est fondée en 1880, quand Joseph Drouhin s'installe rue d'Enfer à Beaune pour faire vieillir ses vins. Au fil des décennies, la famille agrandit son réseau de vignobles et de caves historiques. La maison est dirigée par Joseph, puis par son fils Maurice et son petit-fils Robert, ce dernier dirigeant la maison de 1957 à 2003, puis par son arrière petit-fils Frédéric.
Durant la Seconde Guerre mondiale, la famille Drouhin cache autant de vin que possible derrière de faux murs. Maurice Drouhin est recherché par les autorités allemandes pour sa participation dans la résistance, servant de liaison entre l'armée française et le général MacArthur.
Dans les années 1960, Robert Drouhin acquiert de nombreuses vignes de Chablis dans l'Yonne et crée le domaine Drouhin-Vaudon.
En 1987, la maison lance le Domaine Drouhin en Oregon aux États-Unis,.
En 1993, Miguel Torres et Robert Drouhin créent l'association de vignerons prestigieux Primum Familiæ Vini. En 1994, la société japonaise Snowbrand acquiert 51% de la Maison Joseph Drouhin.
En 2013, la maison acquiert le domaine Roserock (Oregon), portant la taille totale de ses vignobles dans la région à 100 hectares.
En 2022, associée au Californien David Fink, la famille Drouhin annonce un projet d'hôtel-restaurant de luxe, Maison 1896, à Beaune.
En 2023, la maison rachète le Château de Chasselas (Saône-et-Loire) et le domaine Rapet (Côte-d'Or).

## Activités
La maison Joseph Drouhin produit des vins dans 90 appellations. La maison produit entre autres les grands crus de Bonnes-mares, Vaudésir, Clos-de-vougeot, Corton, Chambertin, et Grands-échezeaux Son dirigeant, Frédéric, appartient à la quatrième génération de la famille à la tête de la maison,.